# Nereis panamensis
Nereis panamensis är en ringmaskart som beskrevs av Fauchald 1977. Nereis panamensis ingår i släktet Nereis och familjen Nereididae. Inga underarter finns listade i Catalogue of Life.